# Polycentropus rosselinus
Polycentropus rosselinus là một loài Trichoptera trong họ Polycentropodidae. Chúng phân bố ở miền Australasia.